# António de Sousa Costa
António de Sousa Costa nasceu em 1926 e professou na Ordem de S. Francisco, recebendo ordens em 1951. Fez o seu doutoramento no Colégio Antoniano de Roma, onde lecciona a partir de 1957.
A sua actividade de investigação prende-se sobretudo com a área da história medieval. Com uma obra extensa, salienta-se a Monumenta Portugaliae Vaticana em quatro volumes, estando já dados à estampa três deles.